# Herberg Onder de Linden
Herberg Onder de Linden is een restaurant in het dorp Aduard. De eetgelegenheid staat sinds 2016 onder leiding van chef-kok Steven Klein Nijenhuis. Het restaurant heeft sinds 1992, toentertijd verworven door Geerhard Slenema, onafgebroken een Michelinster.

## Locatie
Herberg Onder de Linden is gevestigd in de Nederlandse provincie Groningen, in het dorp Aduard nabij het Van Starkenborghkanaal, ten westen van de provinciehoofdstad. De zaak is gehuisvest in een rijksmonument uit 1735, het pand deed dienst als boerderij.

## Geschiedenis

### Tijdperk Slenema
Chef-kok Geerhard Slenema kocht in 1978 restaurant Le Mérinos d'Or in Groningen, in 1985 werd de zaak onderscheiden met een Michelinster. Vijf jaar later verkocht hij het restaurant om in 1991 het grotere Herberg Onder de Linden te kunnen openen. Het restaurant werd in 1992 onderscheiden met een Michelinster.

### TIjdperk Klein Nijenhuis
Steven Klein Nijenhuis is geboren in Zutphen, hij begon als afwasser in een strandtent op Texel. Als hij begin 20 is maakt hij een rondreis door Australië. Terug in Nederland ging hij aan de slag als kok, hij deed ervaring op bij restaurant De Kleine Heerlijkheid en sterrenrestaurant Lauswolt. In januari 2012 nam hij Restaurant de Molenaar in Onderdendam over. In november 2012, tien maanden na de overname, werd het restaurant onderscheiden met een Michelinster.
Steven Klein Nijenhuis heeft altijd interesse gehad in Herberg Onder de Linden. In 2016 nam hij het restaurant over van Geerhard en Petra Slenema. Na een verbouwing is het restaurant onder de nieuwe eigenaar op 2 november 2016 geopend. De zaak heeft de Michelinster sinds 1992 onafgebroken weten te behouden. In 2024 heeft GaultMillau het restaurant 16 van de maximaal 20 punten toegekend.